# ژانگ نینگ
ژانگ نینگ (انگلیسی: Zhang Ning؛ زادهٔ ۱۹ مهٔ ۱۹۷۵) بدمینتون‌باز اهل چین است.